# Avannaata
Avannaata (Tiếng Anh:The Northern), (phát âm tiếng Greenland: [avanːaːta], tiếng Đan Mạch: Det Nordlige) là một đô thị của Greenland được thành lập vào ngày 1 tháng 1 năm 2018 từ phần lớn đô thị Qaasuitsup cũ. Nó có diện tích 522.700 km² và có 10.726 cư dân.